# Вирус кромпира М
Вирус кромпира М (PVM) је распрострањен широм света. Присутан је и у Србији, али је распрострањење овог вируса мање од других вироза кромпира. 

## Физичке и хемијске карактеристике
Има кончасте честице димензија 650x12 nm. Рибонуклеинска киселина, једноделна ss(+)RNK, чини 6% масе честице.

## Круг домаћина
Вирус има узан круг домаћина, при чему је главни домаћин кромпир. утврђен је и на другим биљкама из породице Solanaceae, као што је помоћница (Solanum dulcamara) и Solanum jasminoides. 

## Патогенеза
Вирус се одржава и на веће удаљености шири зараженим садним материјалом. Током вегетације се шири лисним вашима на неперзистентан начин и механички. Међу векторе су убрајају Myzus persicae, Aphis frangulae, Aphis nasturtii и Macrosiphum euphorbiae.

## Симптоматологија и економски значај
У зависности од соја вируса и сорте кромпира, симптоми варирају у широком распону од једва приметног мозаика и кашикастог увијања листова, до оштрих симптома заостајања у порасту, јаког мозаика, набораности, увијања листова и некроза стабла. Веома често се вирус налази на кромпиру у мешаним заразама, нарочито са С вирусом кромпира. Вирус може смањити принос и до 30%

## Мере сузбијања
Основна мера превенције је садња здравог садног материјала који се добија строгим придржавањем сертификационих шема (EPPO). Рибавирин је у хемотерапији дао позитивне резултате против М и С вируса кромпира. Услед неперзистентног преношења вируса, сузбијање вектора не пружа довољну заштиту од инфекције вирусом. Важна је просторна удаљеност гајења семенског кромпира. Ради избегавања механичког преношења извршити дезинфекцију оруђа и смањити кретање кроз усев.